# Mel Blanc
Pour les articles homonymes, voir Blanc (homonymie).
Melvin Jerome Blank, dit Mel Blanc, né le 30 mai 1908 à San Francisco, Californie et mort le 10 juillet 1989 à Los Angeles, Californie, est un acteur américain spécialisé dans le doublage des dessins animés. Il a travaillé pour de nombreux studios d’animation, notamment ceux de Warner Brothers et Hanna-Barbera.
Il a interprété toutes les voix originales des personnages créés par Tex Avery et d'autres réalisateurs de la Warner (Porky Pig, Daffy Duck, Bugs Bunny, Sam le pirate, etc.). Il a participé ensuite aux voix dans les dessins animés télévisés de Hanna-Barbera, et plus particulièrement celle de Barney Laroche dans Les Pierrafeu et Cosmo G. Espacito dans Les Jetson. Blanc était aussi un habitué du show The Jack Benny Program, aussi bien la version originale radiophonique que la version télévisée. Surnommé « l'homme aux mille voix », Blanc est considéré comme l'une des personnes les plus influentes dans l'industrie du doublage des voix.

## Biographie

### Jeunesse
Blanc est né Melvin Jerome Blank à San Francisco, Californie, de parents juifs russes : Frederick et Eva Blank. Il est le cadet des deux enfants de la famille. Mel grandit d'abord dans le quartier de Western Addition à San Francisco, puis plus tard à Portland, dans l'Oregon. Il est élève à l'école de Lincoln High School. En grandissant, il montre dès l'âge de 10 ans un penchant pour imiter les voix et les dialectes. Il a affirmé que lorsqu'il avait 16 ans, il a modifié l'orthographe de son nom Blank (« vide », « rien ») en Blanc (« blanc » ou simple nom de personne) parce qu'un enseignant lui a dit qu'il ne vaudrait jamais quoi que ce soit, et être, comme son nom l'indique, un « rien », un nul. 
Encore jeune homme, Blanc rejoint l'ordre de DeMolay, un ordre paramaçonnique, et accède finalement à leur panthéon. Il abandonne l'école secondaire à la neuvième année et partage son temps entre être à la tête d'un orchestre (devenant ainsi à 17 ans le plus jeune chef d'orchestre dans le pays à cette époque) et se produire dans des spectacles de vaudeville dans les régions des états de Washington, de l'Oregon et du nord de la Californie.

### À la radio
Blanc commence sa carrière à la radio en 1927 comme comédien de doublage sur le programme de KGW The Hoot Owls, où sa capacité à créer des voix pour les personnages attire l'attention. Il déménage à Los Angeles en 1932, où il a rencontré Estelle Rosenbaum, qu'il épousera un an plus tard, avant de retourner à Portland. Il déménage ensuite à la station de radio KEX en 1933 pour produire et coorganiser avec sa femme Estelle le show Cobweb And Nuts, qui commence le 15 juin de la même année. Le programme est joué du lundi au samedi, de 23 h à minuit. Vers la fin de la saison du show, deux ans plus tard, la longueur et l'horaire de diffusion changent et ce dernier passe à 22 h 30 - 23 h. 
Encouragé par sa femme, Blanc retourne à Los Angeles où il rejoint KFWB appartenant à la Warner Bros, basée à Hollywood en 1935. Il participe à l'émission The Johnny Murray Show, mais change de station l'année suivante pour CBS Radio Network et son émission The Joe Penner Show. Mel Blanc travaille régulièrement au show The Jack Benny sur le réseau NBC Red Network, dans les rôles les plus divers. Il imite ainsi le moteur de la voiture Maxwell de Benny (en quête désespérée d'un réglage), fait la voix du professeur de violon « Professor LeBlanc », celle de Polly le perroquet, de Carmichael l'ourson polaire de Benny, du très tourmenté commis de grand magasin, et de l'annonceur de train (voir ci-dessous). Blanc décroche son premier rôle grâce à un incident pendant l'enregistrement avec des bruits d'automobile pré-enregistrés. Ceux-ci n'ont pu être joués au bon moment. Blanc prend alors le micro et improvise ces bruits avec sa voix. Le public réagit de manière si enthousiaste que Benny renonce à son enregistrement et enjoint Blanc à poursuivre ses imitations à la place.
L'un des personnages les plus mémorables incarnés par la voix de Blanc et diffusés dans les programmes de la radio de Benny (et plus tard à la télévision) est « Sy le petit Mexicain » (Sy the Little Mexican), qui parle en ânonnant. La célèbre réplique récurrente « Sí… Sy… sew… Sue » est si efficace que peu importe combien de fois elle est répétée, le rire est toujours au rendez-vous, grâce à la synchronisation comique de Blanc avec Benny
À certains moments, les membres attentifs du studio (et plus tard, les téléspectateurs) s'aperçoivent que Benny a énormément de mal à garder son sérieux tant Mel Blanc est parfaitement impassible durant ses imitations. Jeanne, la fille de Benny, rappelle que Mel Blanc est alors l'un des plus proches amis de son père dans la vie, parce que « personne d'autre dans le show ne pouvait le faire rire autant que Mel ».
Une autre réplique notable de Blanc dans l'émission de Jack est celle de l'annonceur de train, dite sur un ton monocorde et traînant : « Train au départ sur la voie 5 pour Anaheim, Azusa, et Cucamonga ». Une partie de la plaisanterie réside dans ce que les gens du studio de la radio Angeleno savaient pertinemment qu'aucun train ne reliait ces villes alors peu développées (plusieurs années avant que Disneyland n'ouvre). Pour un public plus large, la blague consiste dans la pause (qui change au fil du temps) entre les syllabes « Cuc » et « amonga » ; par la suite, quelques minutes passent avant que le sketch ne se termine sur l'inévitable conclusion apportée par le terme attendu par le public. Cependant, au moins une fois il y a eu un sketch complètement différent avant l'inévitable « amonga » final.
Les scénaristes de Benny tentent régulièrement de tester les limites de Blanc en lui demandant d'effectuer de soi-disant impossibles effets vocaux et des imitations, comme un « cheval qui hennit en anglais » ou un poisson rouge. Pour imiter ce dernier, Mel se dirige vers le micro et pince les lèvres à plusieurs reprises, sans émettre de bruit.

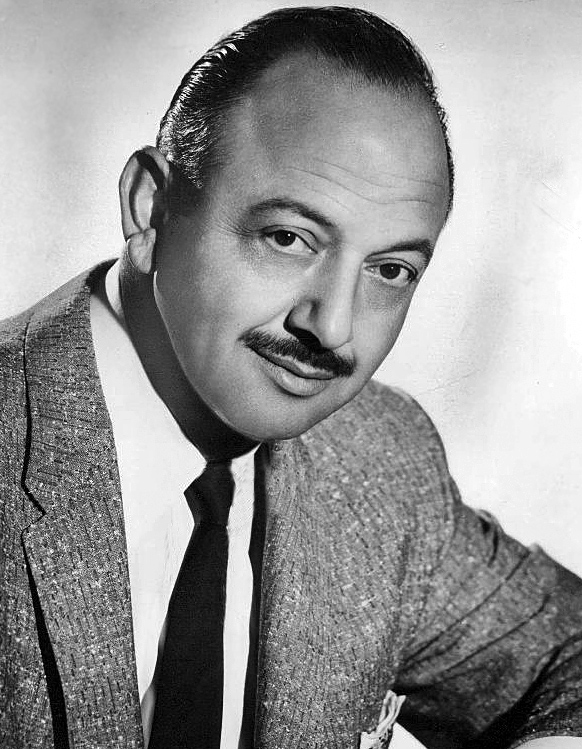
Blanc vers 1959

En 1946, Blanc apparaît dans plus de 15 programmes radiophoniques dans des seconds rôles. Son succès dans The Jack Benny Program le conduit à avoir sa propre émission de radio sur le réseau CBS Radio : Le Mel Blanc Show, qui a duré du 3 septembre 1946 au 24 juin 1947. Blanc y joue les rôles d'un malchanceux propriétaire d'une boutique de réparation « Fix-It » et de son jeune cousin Zookie (sa voix ressemble à celle de Porky Pig). Dans plusieurs épisodes, Mel Blanc doit se faire passer pour un voyageur exotique ou un étranger de la ville, soi-disant pour jouer une petite comédie au père de sa petite amie, mais ce n'est en réalité qu'un moyen pour lui de montrer ses talents. D'autres personnages récurrents apparaissent, interprétés par Mary Jane Croft, Joseph Kearns, Hans Conried, Alan Reed, Earle Ross, Jim Backus, Bea Benaderet. Le chœur The Sportsmen Quartet fournira une chanson et chantera la publicité de la marque de pâte dentifrice Colgate. Plus tard, Blanc travaillera avec Reed et Benaderet sur les Flintstones (Les Pierrafeu). La série d'émissions adopte généralement une formule  prévisible, mettant en jeu un rendez-vous amoureux du personnage joué par Mel avec Betty Colby (Mary Jane Croft). Mel cherche à impressionner le père de Betty Colby, ou au moins à éviter de le mettre en colère. Toutefois, Monsieur Colby (Joseph Kearns) a généralement l'occasion de lancer sa réplique fétiche : « Mel Blanc, je vais briser tous les os de votre corps ! ». Ce show a inspiré la bien réelle boutique Mel Blanc Fix-It Shop, une petite quincaillerie de réparation à Venice donnée aux parents de Mel Blanc. Cet établissement s'est fait beaucoup de publicité en raison des longues files d'attente de personnes désireuses de rencontrer Mel Blanc.
Blanc apparaît fréquemment dans la série radiophonique The Great Gildersleeve (1941–1957), bien qu'il n'y soit pas crédité, pour y faire la voix de deux personnages secondaires (voire plus) dans un seul épisode. Il fait ainsi la voix du livreur dans Planting a Tree et Father's Day Chair, ainsi que celle de Gus le petit escroc dans le second épisode. On peut aussi citer, parmi bien d'autres encore, le doublage de la voix d'un opérateur de station de radio et celle du policier dans Mystery Singer.
Blanc apparaît également dans d'autres programmes de radios nationales comme ceux de The Abbott and Costello Show (avec le duo des comiques Abbott et Costello), The Happy Postmann sur Burns and Allen, et August Moon sur Point Sublime. Au cours de la Seconde Guerre mondiale, Mel Blanc donne sa voix au personnage de Private Sad Sack dans plusieurs émissions de radio différentes, notamment GI Journal. Le personnage de Sad Sack est un soldat de l'armée maladroit avec un bégaiement encore plus marqué que celui de Porky Pig (« Je suis lieute-euh-euh-lieute-capi-euh-euh-majo-colo-euh-ss-soldat Sad Sack »).
Blanc enregistre plusieurs disques à succès tout au long des années 1940 et 1950, dont sa chanson la plus renommée, Big Bear Lake. En raison de l'immense popularité de Blanc et de la chanson, la ville de Big Bear Lake (Californie) fait de Mel Blanc son maire honoraire pendant 33 ans.
Pour prix de sa contribution à la radio, Mel Blanc a son étoile sur le Hollywood Walk of Fame au 6385 Hollywood Boulevard.

### Comédien de doublage d'animation à l'époque de l'âge d'or de Hollywood

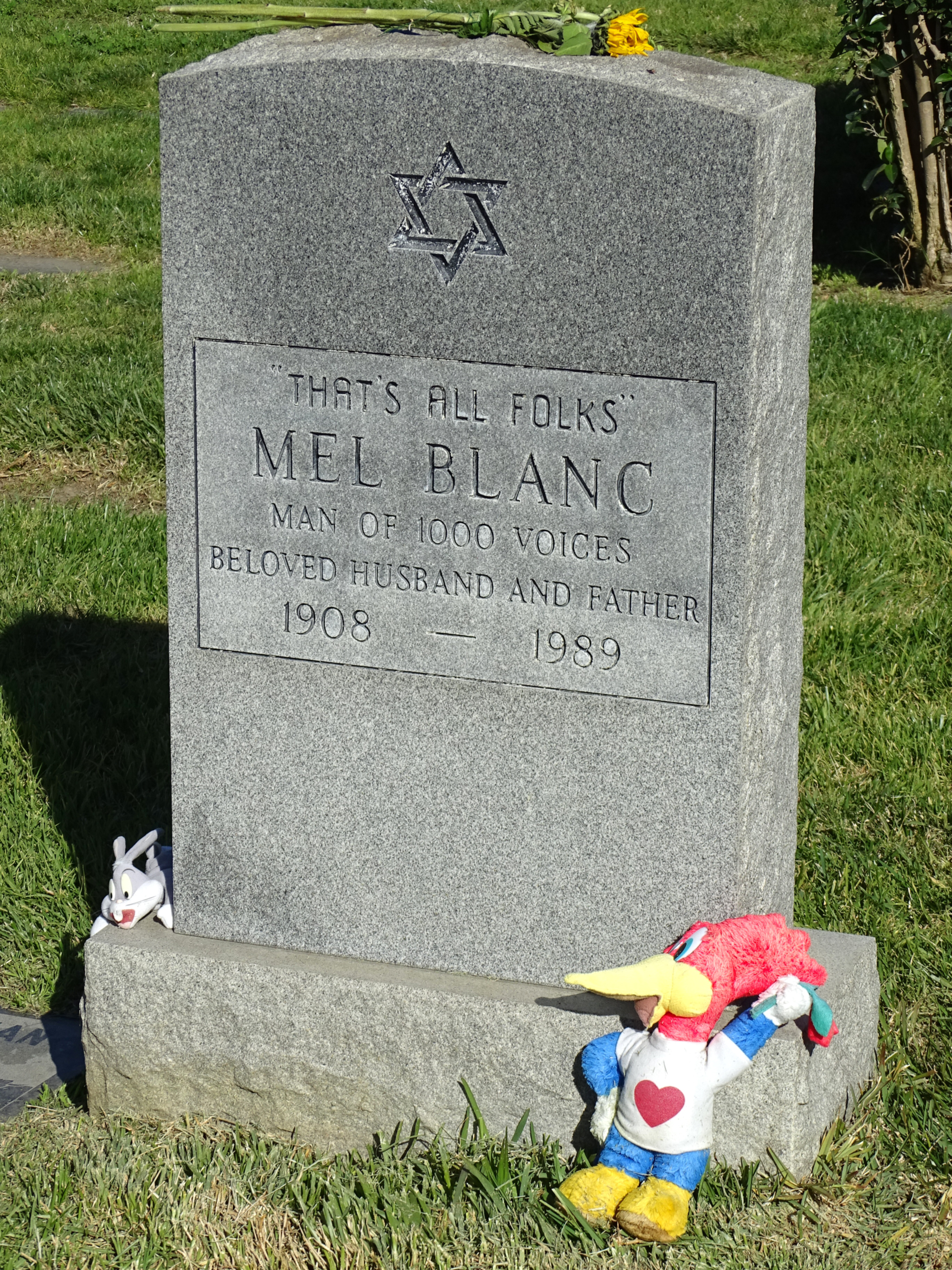
Tombe de Mel Blanc à Hollywood

En mars 1937, Mel Blanc rejoint enfin le studio Leon Schlesinger Productions, qui produit des dessins animés distribués par la société Warner Bros. Blanc aime raconter l'histoire où, se présentant tous les quinze jours durant deux ans, il a été refusé au studio Schlesinger par le directeur de la musique Norman Spencer qui était alors responsable des voix des dessins animés, disant que le studio avait toutes les voix nécessaires. Puis Spencer meurt et le directeur du son Treg Brown prend en charge les voix des dessins animés tandis que Carl Stalling accède aux fonctions de directeur musical. Treg Brown présente Blanc aux directeurs de l'animation Tex Avery, Bob Clampett, Friz Freleng et Frank Tashlin. Ils apprécient les voix jouées par Mel Blanc et l'engagent.
Le premier dessin animé où intervient Mel Blanc est Picador Porky (1937). Il y fait la voix d'un taureau ivre . Il remplace Joe Dougherty qui faisait la voix de Porky Pig dans Porky's Duck Hunt et définit la voix de Daffy Duck, canard qui fait sa toute première apparition officielle dans le cartoon.
Blanc gagne rapidement en renommée grâce à son talent pour créer des voix à la multitude de personnages de dessins animés des Looney Tunes, tels que Bugs Bunny, Titi, Pépé le putois et bien d'autres. Sa voix au naturel ressemble à celle qu'il donne à Sylvestre le chat, mais sans le défaut d'élocution du chat (on peut entendre la voix naturelle de Mel Blanc dans un épisode de The Beverly Hillbillies où il joue un chauffeur de taxi vexé, dans une courte scène ; Bea Benaderet, fréquent partenaire vocal de Mel, y joue aussi).
Dans ses dernières années, Blanc affirme que dans les quelques dessins animés de la Warner datant de la fin des années 1930 et du début des années 1940, chaque lapin en vedette, clairement précurseur de Bugs Bunny, se rapportait à un seul personnage nommé Happy Rabbit. Mais personne d'autre parmi l'équipe de Termite Terrace (« Terrasse aux termites », le studio de production), n'a jamais confirmé cela. La seule « référence » est celle qui concerne Ben Hardaway dans le cartoon Hare-um Scare-um, où un journal titre : « Happy Hardaway ».
Blanc a doté le lapin précurseur de Bugs Bunny d'un rire hystérique qui est devenu célèbre une fois ce même rire donné à Woody Woodpecker le pivert (Blanc faisait aussi sa voix originale). Mais Blanc a dû renoncer à doubler Woody Woodpecker de Walter Lantz Productions (distribué par Universal Pictures), une fois un contrat d'exclusivité signé avec Warner Bros. Le rire enregistré est cependant largement réutilisé dans la série de cartoons avec Woody Woodpecker et en devient même l'emblème du personnage. Blanc enregistre toutefois The Woody Woodpecker Song (« La chanson de Woody Woodpecker ») pour Capitol Records.
Cependant, le personnage le plus connu reste le lapin amateur de carottes, dialoguant tout en grignotant un de ces légumes. Durant ses sessions d'enregistrement, Mel Blanc croque une vraie carotte. D'autres substituts ont été essayés, comme du céleri-branche, mais rien ne remplace le bruit d'une carotte croquée. Mel Blanc recrache généralement les morceaux avant de poursuivre le dialogue. Cela lui a valu une réputation durable de personne allergique aux carottes, jusqu'à ce que dans une interview en 1984 avec Tim Lawson, coauteur de The Magic Behind The Voices: A Who's Who of Cartoon Voice Actors, Mel Blanc dénie catégoriquement avoir une allergie aux carottes. Dans une colonne du journal The Straight Dope, une confidente de Blanc a confirmé que Blanc recrachait les morceaux de carottes en raison des contraintes de temps, et non en raison d'allergies ou d'aversion.
Un des personnages les plus éprouvants à doubler pour Mel Blanc est Sam le pirate, en raison de sa voix rauque et forte (celle de Charlie le coq est rauque aussi, mais à un degré moindre). Vers la fin de sa vie, il reprend plusieurs de ses voix classiques pour le long métrage Qui veut la peau de Roger Rabbit, mais demande à Joe Alaskey de faire les voix de Sam le pirate et de Charlie le coq.
Tout au long de sa carrière, Blanc était bien conscient de la valeur de ses talents. Il les a garantis légalement et par contrat. Lui, et plus tard sa succession, n'hésite pas à se porter partie civile lorsque ces droits sont violés. Il n'y a généralement aucune mention du nom des doubleurs de voix à l'écran à cette époque, mais Blanc a été une notable exception ; en 1944, son contrat stipule que l'écran des crédits doit mentionner « voix par Mel Blanc ». Blanc demande et obtient cette mention au générique de la part de Leon Schlesinger, le patron du studio, qui la lui offre à la place d'une augmentation de salaire. Plusieurs doubleurs de voix réguliers de la Warner, tels que Arthur Q. Bryan (Elmer Fudd), Stan Freberg (Pete Puma, parmi de nombreux autres personnages), Foray juin (Mémé — Granny — , la sorcière Witch Hazel) et Bea Benaderet (nombreuses voix féminines), n'ont pas eu ce droit et ne sont pas mentionnés au générique. Cependant, Freberg parvient à figurer au générique dans Three Little Bops, une parodie musicale des Trois Petits Cochons (1933) de Disney, réalisé par Friz Freleng. Freberg est un collaborateur régulier aux projets des années 2000 de compilations sorties en DVD sous le nom générique de Golden Collection, qui mettent en valeur les séries Looney Tunes et Merrie Melodies. Dans ces compilations sur DVD, les comédiens plus jeunes parlent de Mel Blanc avec révérence et admiration.
L'apparition du nom de Blanc dans les génériques attire vite l'attention des producteurs des émissions de radio, qui lui proposent alors plus souvent des doublages. Il faudra cependant attendre le début des années 1960 pour que la pratique de mentionner les doubleurs au générique se généralise dans les dessins animés de la Warner Bros au cinéma.

### Interférence de l'émission de Benny et des cartoons avec Bugs Bunny
Les dessins animés de la Warner sont remplis de références à des films et des émissions radiophoniques populaires, y compris les références à l'émission The Jack Benny Program à laquelle Mel Blanc a participé. La Warner utilise des gags de cette émission dans ses scripts écrits pour être doublés par Blanc. Par exemple :
- Bugs a répété le slogan de Benny : « Maintenant, coupez ça ! » (« Now, cut that out! »).
- La blague « Anaheim, Azusa et Cuc… amonga » est reprise par Daffy Duck dans le cartoon Daffy Duck Slept Here (1948), et des variations sont utilisés dans Mississippi Hare (1947) (« Memphis, Vicksburg, Baton Rouge, Nouvelle-Orléans et Cuc… amonga ») et Curtain Razor (1949) (« Je les ai tués à Cuc… amonga ! »).
- Le « Yeeeeees? » de Frank Nelson est prononcé de temps à autre par des personnages secondaires.
- Dans les deux séries, Blanc imite des voitures, des perroquets criards, des chevaux hennissant, etc.
- Dans l'épisode du 28 mars 1954 de l'émission radiophonique de Benny, ce dernier rencontre Bugs Bunny dans un rêve.

### Doublages pour Hanna-Barbera
En 1960, Mel Blanc, après l'expiration de son contrat d'exclusivité avec Warner Bros (bien qu'il y poursuive son travail d'acteur), se rend au studios Hanna-Barbera dans le but de continuer à  interpréter des voix pour d'autres personnages. Les plus célèbres de ces personnages sont Barney Laroche des Pierrafeu (The Flintstones), dont le rire bête est similaire à celui de Charlie le coq, ainsi que Cosmo G. Spacely des Jetson (The Jetsons), dont la voix est comparable à celle de Sam le pirate, mais en moins rauque. Ses autres interprétations vocales notables pour Hanna-Barbara sont Sans Secret l'écureuil, Speed Buggy et Capitaine Caverne. Daws Butler et Don Messick sont les principaux doubleurs de Hanna-Barbera quand Mel Blanc commence à fournir des voix pour cette entreprise.
À la fin des années 1960, Blanc interprète ces voix, ainsi que d'autres, dans des dessins animés tels que Les Fous du volant (Wacky Races) et Pattaclop Pénélope (The Perils of Penelope Pitstop), toujours pour Hanna-Barbera. Blanc partage la vedette avec Butler et Messick, ses deux rivaux professionnels mais néanmoins amis dans la vie : dans un court-métrage intitulé Lippy le lion, Butler est Lippy, tandis que Blanc est son acolyte hyène, Jérémie. Don Messick fait généralement le personnage du « méchant », ou des personnages secondaires. Dans le dessin animé Ricochet Rabbit, Messick fait la voix du lapin as de la gâchette, tandis que Blanc interprète son acolyte, Deputy Droop-a-Long Coyote.

### Doublages pour d'autres studios
De plus, Blanc travaille avec Chuck Jones, qui à cette époque dirige la création de cartoons avec sa propre société Sib Tower 12 (plus tard MGM Animation). Blanc fait pour lui des effets vocaux dans la série Tom et Jerry, entre 1963 et 1967.
Blanc est aussi la première personne à jouer dans des publicités Froot Loops avec le personnage de Sam le toucan, en utilisant une version légèrement caricaturale de sa voix naturelle. Plus tard, l'agence de publicité décide de donner à Sam un accent anglais et remplace alors Blanc par Paul Frees.
Mel Blanc reprend certains de ses personnages de Warner Bros lorsque le studio est contacté milieu et fin des années 1960 pour faire de nouveaux cartoons à destination des salles de cinéma. Mel Blanc joue ainsi Daffy Duck et Speedy Gonzales, personnages les plus utilisés dans les courts métrages de la Warner (plus tard, les personnages nouvellement introduits, tels que Cool Cat et Merlin the Magic Mouse seront joués par Larry Storch). Blanc continue aussi d'interpréter les Looney Tunes dans les séquences de transition pour The Bugs Bunny Show et dans de nombreuses publicités animées.

### Accident de voiture
Le 24 janvier 1961, Blanc est pris dans un très grave accident de voiture sur Sunset Boulevard à Hollywood. Blanc est touché de plein fouet. Il a une triple fracture du crâne (qui le laisse dans le coma pendant trois semaines), et des fractures au bassin et aux deux jambes.
Il est soigné à l'hôpital UCLA Medical Center (Los Angeles).
À la suite de l'accident, plus de quinze mille cartes de vœux de bon rétablissement ont été adressées à Mel par ses fans anxieux. Certaines des cartes portent uniquement comme adresse « Bugs Bunny, Hollywood, États-Unis ». Un journal signale fautivement que Mel Blanc est mort. Après son rétablissement, Blanc rapporte dans des interviews télévisées et plus tard dans son autobiographie qu'un médecin habile l'a aidé à sortir de son coma en s'adressant à lui comme s'il était réellement Bugs Bunny, après de vains efforts pour lui parler directement. Blanc se met à parler avec la voix de ses personnages, avant de sortir finalement de son coma et de parler à nouveau avec sa voix habituelle. Bien que Mel Blanc ne s'en souvienne pas, son épouse et son fils lui ont juré que lorsque le médecin, inspiré, lui a demandé : « Comment allez-vous aujourd'hui, Bugs Bunny ? », Blanc lui a répondu avec la voix de Bugs. Blanc a conclu que Bugs lui a sauvé la vie.
Blanc rentre de son séjour à l'hôpital le 17 mars sous les acclamations de plus de 150 amis et voisins. Le 22 mars, il intente un procès de cinq cent mille dollars contre la ville de Los Angeles. Son accident faisait suite aux vingt-cinq autres des deux années précédentes à cette intersection dangereuse de la route.
Des années plus tard, Blanc révèle que pendant sa convalescence son fils Noel double les voix pour lui en l'imitant dans plusieurs dessins animés de la Warner Brothers. Au moment de l'accident, Blanc doublait aussi la voix de Barney Laroche dans Les Pierrafeu. Son absence de l'émission sera relativement brève : Daws Butler double la voix de Rubble pour quelques épisodes, après quoi les producteurs de l'émission mettent en place du matériel d'enregistrement dans la chambre d'hôpital de Blanc, et plus tard, à sa maison, pour lui permettre de travailler depuis sa résidence. Certains de ces enregistrements ont été effectués alors qu'il était encore entièrement plâtré et qu'il était couché à plat sur le dos, avec les autres stars des Pierrafeu réunis autour de lui. Il revient également à The Jack Benny Program pour être de l'émission du show de Noël 1961, en se déplaçant avec des béquilles ou en fauteuil roulant.
La Warner Bros a pensé un moment remplacer Mel Blanc par Stan Freberg pour faire la voix de Bugs Bunny pendant la convalescence de Blanc, mais Freberg a refusé par respect pour Blanc.

### Après l'âge d'or de Hollywood
Dans les années 1970, Blanc fait une série de conférences universitaires à travers les États-Unis, qui battent des records de fréquentation de tous les cours d'université dans le pays. Il  collabore activement à une conférence promotionnelle à l'institut hospitalier Shriners Burns Institute de Boston (Massachusetts), appelé Ounce of Prevention (« Mieux vaut prévenir »), qui deviendra une émission télévisée de 30 minutes diffusée dans le monde entier.
Dans les années 1980, Blanc passe plus de deux saisons à doubler Twiki le robot dans Buck Rogers. Le dernier personnage original de Mel était Isidore (Heathcliff), qui parlait un peu comme Bugs Bunny. Blanc continue cependant dans la décennie à utiliser les voix de ses personnages célèbres dans les publicités télévisées et émissions promotionnelles, mais il laisse de plus en plus les voix rauques et les hurlements des personnages comme Sam le pirate, Charlie le coq ou Taz le diable de Tasmanie aux soins d'autres doubleurs, comme sa gorge et ses cordes vocales deviennent fragiles. Une de ses dernières sessions d'enregistrement concerne une version cinéma des dessins animés des Jetson.
Au début des années 1980, Mel Blanc paraît dans les publicités filmées d'American Express ; dans celles de 9 Lives, à des fins de promotion de croquettes pour chats, il fait la voix du chat Sylvestre qui apparaît en dessin animé combiné à la prise de vue réelle.
En 1983, six ans avant la mort de Blanc, l'acteur Rick Moranis lui demande de doubler le père de Bob et Doug MacKenzie (deux acteurs qui caricaturent les Canadiens) dans le film Strange Brew (1983), ce qu'il accepte de faire.
Blanc double les personnages des Looney Tunes (sauf Sam le pirate et Charlie le coq, tous deux doublés par Joe Alaskey) dans le film long métrage Qui veut la peau de Roger Rabbit de 1988, mais c'est pratiquement la dernière fois au cinéma, sachant qu'il meurt un an seulement après la sortie du film. Une licence d'utilisation des Looney Tunes (ainsi que de nombreux autres personnages) dans le film a été acquise auprès de leurs propriétaires respectifs afin qu'ils puissent apparaître dans ce film de Disney, faisant du film une des seules fois où Blanc travaille en collaboration avec les studios Disney.

### Mort

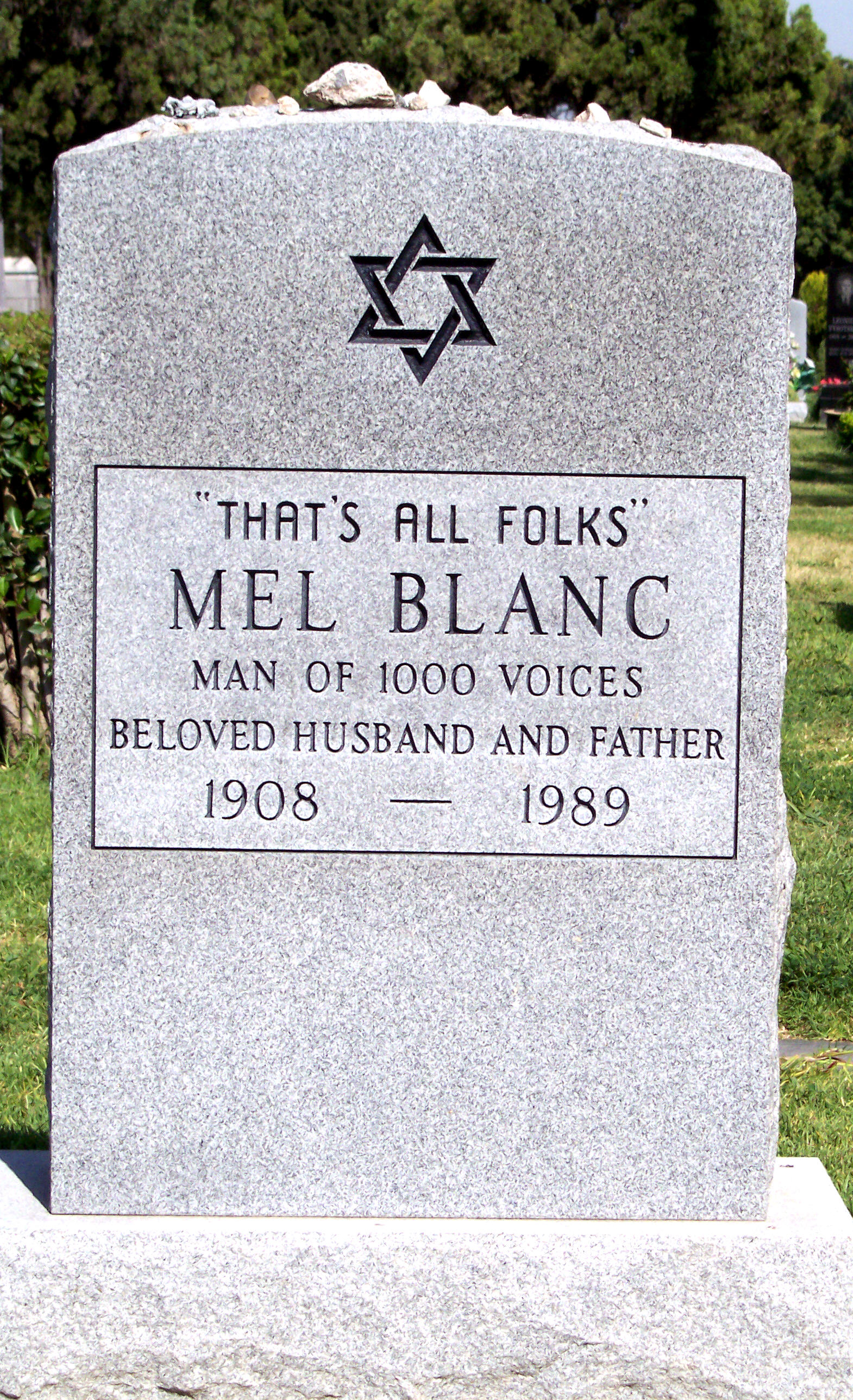
Stèle de Blanc

Blanc a commencé à fumer à l'âge de neuf ans. Il fume un paquet par jour jusqu'à ce qu'on lui diagnostique un emphysème, ce qui le pousse à arrêter de fumer à 77 ans.
Dans le cadre du cinquantième anniversaire de Bugs Bunny, Blanc filme une publicité pour Oldsmobile avec son fils, Noel Blanc. À la fin du tournage, Noel remarque que son père a une forte toux. Ils se rendent chez le médecin, qui propose à Mel soit de rester à l'hôpital pendant la nuit par mesure de précaution, soit lui installer un inhalateur chez lui. Mel Blanc choisit l'hôpital. Mais à l'hôpital, quelqu'un oublie de relever les barrières du lit de Mel. Il tombe de son lit et se brise le fémur, ce qui génère une embolie graisseuse qui provoque un accident vasculaire cérébral. Il meurt au cours des 48 heures suivantes, le 10 juillet 1989, au centre médical Cedars-Sinai de Los Angeles, en Californie. Il est enterré au Hollywood Forever Cemetery à Hollywood. Mel Blanc a demandé que l'on inscrive sur sa pierre tombale « THAT'S ALL FOLKS » (C'est fini les amis en français) , la réplique bien connue dite par Mel à travers Porky Pig, qui termine les premiers cartoons de la série.
La mort de Blanc est perçue comme une perte conséquente pour l'industrie du dessin animé, en raison de sa compétence, sa large gamme d'expressions et le grand nombre des personnages récurrents qu'il a continuellement doublés, personnages actuellement doublés par plusieurs autres doubleurs de renom. Comme le critique de cinéma Leonard Maltin le fait remarquer alors, « Il est étonnant de constater que Titi et Sam le pirate sont la même personne ! »
L'animateur Darrell Van Citters a produit pour la circonstance un dessin mémorable intitulé « Hommage muet » (Speechless). On y voit un projecteur qui éclaire un microphone solitaire, pendant qu'en retrait, les Looney Tunes que Blanc doublait : Bugs Bunny, Daffy Duck, Porky Pig, Charlie le coq, Speedy Gonzales, Pépé le putois, Titi, Sylvestre et Sam le pirate, privés de leur voix, baissent sobrement leur tête dans un moment de recueillement silencieux. Ce dessin a paru dans de nombreux journaux à travers le monde.

## Postérité
Même après sa mort, la voix de Blanc continue de résonner dans de nouvelles réalisations tel que le rire de Woody Woodpecker dans des jeux vidéo comme Woody Woodpecker: Escape from Buzz Buzzard Park. En particulier, un enregistrement de Dino le dinosaure (de la série Les Pierrafeu) a été utilisé sans mention de crédit dans le film cinéma en prise de vue réelle de 1994, basé sur la série. Cela a abouti à une action en justice contre le studio de cinéma par la succession Blanc, en arguant que ses enregistrements ont été utilisés sans l'autorisation ou la mention appropriée. Le crédit a ensuite été ajouté à la version distribuée du film. Moins problématique était la rétention des droits des enregistrements sonores anciens de Blanc tels ceux de l'Oncle Orville et d'un oiseau de compagnie, dans la mise à jour en 1994 de l'attraction du Carousel of Progress du Walt Disney World Resort (en Floride), en dépit des changements dans d'autres rôles. La voix caractéristique de Blanc peut encore être entendue dans la présentation faites par des automates audio-animatronic. Des enregistrements de Blanc faisant la voix de Sam le pirate ont été utilisés pour la voix anglaise du personnage dans le jeu Bugs Bunny Voyage à travers le Temps et d'autre enregistrements d'archives dans lesquels Blanc imite le moteur de la voiture Maxwell sont utilisées pour l'AMC Gremlin dans le film : Les Looney Tunes passent à l'action (2003). Les enregistrements sonores de Daffy Duck's Rhapsody, et un dessin animé sans titre de Bip Bip et Coyote seront utilisés dans trois nouveaux dessins animés Looney Tunes, dont I Tawt I Taw A Puddy Tat, sorti conjointement avec Happy Feet 2 (2011), et Rhapsody Daffy, qui a été présenté avec le film Journey 2: The Mysterious Island (2012).

## Liste des principaux personnages interprétés
- Porky Pig (1936-1989)
- Daffy Duck (1937-1989)
- Bugs Bunny (1940-1989)
- Woody Woodpecker (1940)
- Titi (1942-1989)
- Sam le pirate (1945-1983)
- Pépé le putois (1945-1989)
- Grosminet (1946-1989)
- Charlie Dog (1947)
- Marvin le martien (1948)
- Bip Bip (1949)
- Vil Coyote (1949)
- Beaky Buzzard (1950)
- Speedy Gonzales (1953)
- Taz, le diable de Tasmanie (1954)
- Private Snafu (1944)

Voir aussi la liste des personnages des Looney Tunes et Merrie Melodies.